# Hausverlosung
Als Hausverlosung bezeichnet man die Veräußerung eines Grundstücks, bei der das Recht auf Erwerb des Grundstücks nicht durch Kaufvertrag, sondern durch Losentscheid entsteht. Die Hausverlosung beruht auf einem synallagmatischen Verhältnis von vermögensrechtlicher Leistung (Loskauf der am Erwerb Interessierten) und erhoffter vermögensrechtlicher Gegenleistung (Gewinnchance, die der Losverkäufer eröffnet).

## Bedeutung
Im Zusammenhang mit der Weltfinanzkrise 2007 kam es nach einem niedrigen Zinsniveau für Immobilienkredite insbesondere in den Vereinigten Staaten zunächst zu einem Nachfrageboom, in der Folge jedoch zu einem Preisverfall bei Immobilien. Bei Platzen der Immobilienblase versuchten bonitätsschwache Kreditnehmer, ihre Grundstücke zu veräußern, obwohl die Kaufpreise stark gesunken, ihre Zinsbelastung jedoch gleichzeitig gestiegen war.
Vor diesem Hintergrund entstand auch in Westeuropa das Modell der Hausverlosung, bei dem der Eigentümer durch den Losverkauf einen angemessenen Gegenwert für seine Immobilie erhält, der einzelne Loskäufer das Haus aber für den Preis eines einzelnen Loses erwerben kann.
Zunehmende Betrugsverlosungen privater Grundeigentümer, aber auch von off-shore-Briefkastenfirmen (Scheinfirmen) vorwiegend aus dem spanischen Raum, führten zu  einem Vertrauensverlust des Immobilienmarktes. Restriktive rechtlichen Regelungen verhinderten zudem weitere Hausverlosungen von Privaten.
Die Hausverlosung unterscheidet sich damit grundlegend von der Veranstaltung staatlich genehmigter Lotterien, zu deren Sachpreisen auch Hausgrundstücke gehören.

## Ablauf einer Hausverlosung
Bei einer Hausverlosung wird der Anspruch auf Verschaffung des Eigentums nicht durch einen Kaufvertrag über das Grundstück begründet (§ 433 Abs. 1 Satz 1 BGB). Stattdessen kaufen die am Erwerb Interessierten ein Los, das ihnen zwar die Chance eröffnet, das Eigentum zu werben. Nur der Inhaber des Gewinnerloses erhält jedoch schließlich das Recht auf Erwerb des Grundstücks.
Der Verkaufspreis der Immobilie wird durch den Preis der teilnehmenden Lose geteilt, wodurch zugleich die Teilnehmerzahl ermittelt wird.
Beträgt der gewünschte Verkaufspreis der Immobilie beispielsweise 500 000 Euro und soll ein Los je 1000 Euro kosten, können 500 Personen ein Los erwerben und an der Verlosung teilnehmen. Die Lose werden von dem Immobilieneigentümer über eine eigens hierfür erstellte Website verkauft.
Anders als bei einer Versteigerung erhält nicht der Meistbietende den Zuschlag, der dann den vollen Kaufpreis entrichten muss (im Beispiel 500 000 Euro), sondern es entscheidet das Los. Der Ausgeloste erwirbt die Immobilie zum Preis seines Loses, der nur einen Bruchteil des Immobilienwertes beträgt. Zugleich erzielt der Veräußerer durch den Verkauf aller teilnehmenden Lose insgesamt den gewünschten Verkaufspreis.
Der Preis der Immobilie setzt sich aus dem errechneten Marktpreis, den verschiedenen Gebühren, Steuern, sowie Kosten für Werbung und Abwicklung zusammen. Dieser Gesamtpreis wird durch den Lospreis geteilt. Die Lose werden von der entsprechenden Anzahl der Teilnehmer erworben. Nach der Registrierung des Teilnehmers wird der Kaufpreis der einzelnen Lose auf ein Treuhandkonto einbezahlt, im Gegenzug erhält der Teilnehmer eine Losnummer.
Der Zeitraum für die Immobilienverlosung wird genau festgelegt und liegt meist bei sechs bis acht Monaten. Bei geringer Nachfrage kann sich diese Zeitspanne vergrößern. Erst wenn alle Lose verkauft sind, findet die Hausverlosung statt. Der Gewinner ist der neue Eigentümer der Immobilie. Sollten die Lose vor Fristende verkauft sein, kann die Gewinnziehung auch vorverlegt werden.
Werden nicht alle Lose verkauft, kann der Termin verschoben oder die Verlosung abgesagt werden. In diesem Fall erhalten die Teilnehmer die eingezahlten Beträge abzüglich einer Bearbeitungsgebühr zurück.

## Rechtslage

### Deutschland
Wird der Ausgang eines Spiels durch Losentscheid bestimmt, geht die deutsche Rechtsprechung von einem Glücksspiel aus, das nach dem Glücksspielstaatsvertrag (GlüStV) erlaubnispflichtig ist. Bei fehlender Erlaubnis darf das Spiel nach § 9 GlüStV durch die zuständige Aufsichtsbehörde untersagt werden. Eine Hausverlosung außerhalb des Internets ist nach deutschem Recht nicht erlaubnisfähig. Der Europäische Gerichtshof hat mit Urteil vom 8. September 2009 bestätigt, dass die einzelnen Mitgliedstaaten aufgrund nationaler Regelung Internetglücksspiele verbieten dürfen. Nach gegenwärtigen Stand des Unionsrechts besteht auch keine Verpflichtung, im Hinblick auf eine in Österreich bestehende Erlaubnisfreiheit vom Besitz einer von seinen eigenen Behörden erteilten Erlaubnis in Deutschland abzusehen.
Das Angebot eines Hausgewinnspiels auf einer Internet-Homepage verstößt zudem gegen den Rundfunkstaatsvertrag.
Die unerlaubte Veranstaltung eines Glücksspiels und die Beteiligung am unerlaubten Glücksspiel sind gem. § 284, § 285 StGB strafbar. Das Landgericht München I hat mit Urteil vom 29. März 2010 den Veranstalter einer bundesdeutschen Hausverlosung wegen Täuschung über das Vorliegen einer behördlichen Erlaubnis zu einer Freiheitsstrafe verurteilt. Der Bundesgerichtshof hat die Verurteilung wegen Betrugs am 15. März 2011 bestätigt.

### Österreich

#### Gesetzliche Regelungen
Immobilienverlosungen fallen unter den Begriff des entgeltlichen Glücksvertrags nach § 1267 ABGB und unterliegen grundsätzlich dem Glücksspielgesetz (GSpG). Glücksspiele unterliegen jedoch seit einer Novell des GSpG von 2008 nicht dem Glücksspielmonopol des Bundes, wenn sie nur einmalig zur Veräußerung eines körperlichen Vermögensgegenstandes durchgeführt werden (§ 4 Abs. 1 GSpG). Glücksspiele im privaten Umfeld und somit auch einmalige Hausverlosungen von Privaten sind mangels Unternehmereigenschaft des Veranstalters keine Ausspielungen im Sinne des Glücksspielgesetzes.
Die österreichischen Bundesministerien für Finanzen und Justiz haben sich entsprechend geäußert, wonach die einmalige Hausverlosung von Privaten zulässig ist, solange sie der Private nicht von einem Dritten organisieren, veranstalten oder anbieten lässt.
Trotz zivilrechtlicher Unbedenklichkeit kann eine Hausverlosung eine strafbare Handlung gegen fremdes Vermögen darstellen. Sie verstößt gegen § 168 StGB, wenn der Verkaufserlös der Lose abzüglich Gebühren, Steuern, Vertragserrichtungsgebühren, Grunderwerbssteuer samt Einverleibungsgebühr, treuhändige Verwahrungskosten und Bankspesen den geschätzten Verkehrswert der Immobilie übersteigt. In diesem Fall will der Täter „sich aus dieser Veranstaltung oder Zusammenkunft einen Vermögensvorteil zuzuwenden.“
Hausverlosungen sind zwar Gegenstand der Glücksvertragsgebühr nach dem Gebührengesetz (GebG), ein Vertrag über die Hoffnung des ungewissen Grundstückserwerbes ist aber noch kein Rechtsgeschäft im Sinne des § 15 Abs. 3 GebG, das der Grunderwerbsteuer unterliegt.

#### Marktentwicklung
Die erste Hausverlosung in Österreich wurde im Dezember 2008 in Klagenfurt gestartet. Es wurden 9.999 Lose zu einem Preis von je 99 Euro verkauft, und bereits Mitte Januar 2009 wurde das Verlosungsobjekt dem Losgewinner übergeben.
Auf Grund der starken Medienpräsenz wegen dieser neuartigen Veräußerungsform wurden bis Sommer 2009 weitere Objekte zur Verlosung ausgeschrieben. Durch dieses große Angebot wurde es zusehends schwierig, Lose zu verkaufen und die Ziehung in angemessener Zeit durchzuführen. Erschwerend fällt für den Veräußerer eine Rechtsgeschäftsgebühr von 12 % auf die Gesamtlossumme bei Beginn des Losverkauf an, die an das Finanzamt gezahlt werden muss. Diese „Glückssteuer“ muss auch dann zur Gänze entrichtet werden, wenn die Verlosung abgebrochen wird.
Mit Stand Mai 2010 wurden in Österreich bisher nur vier Häuser erfolgreich verlost, mehrere hundert Verlosungen jedoch abgebrochen. Der Grund für die Flaute sind das mediale Desinteresse sowie zunehmende Betrugsverlosungen über off-shore-Briefkastenfirmen (Scheinfirmen) vorwiegend aus dem spanischen Raum, die für große Verunsicherung gesorgt haben.

### Schweiz
Nach dem Schweizerischen Lotteriegesetz und der dazu erlassenen Lotterieverordnung sind Lotterien in der Schweiz grundsätzlich verboten. Untersagt sind sowohl die Ausgabe als auch die Durchführung einer  Lotterie. Die Durchführung einer Lotterie umfasst die dem Lotteriezweck dienenden Handlungen, wie die Ankündigung oder Bekanntmachung einer Lotterie, die Ausgabe der Lose, die Empfehlung, das Feilbieten, die Vermittlung und den Verkauf von Losen, Coupons oder Ziehungslisten, die Losziehung, die Ausrichtung der Gewinne und die Verwendung des Ertrages. Zuwiderhandlungen werden mit Gefängnis oder mit Haft bis zu drei Monaten oder mit Busse bis zu 10 000 Franken bestraft (Art. 38 Lotteriegesetz). Die vorgefundenen Lose und Losgelder wie auch die für die Lotterie hergestellten Druckschriften und Publikationsmittel können konfisziert werden.